# Acromastigum inaequilaterum
Acromastigum inaequilaterum är en bladmossart som först beskrevs av Lehm. et Lindenb., och fick sitt nu gällande namn av Alexander William Evans. Acromastigum inaequilaterum ingår i släktet Acromastigum och familjen Lepidoziaceae. Inga underarter finns listade i Catalogue of Life.